# Lucyna Białowarczuk
Lucyna Białowarczuk (ur. 24 lutego 1914) – polska „Sprawiedliwa wśród Narodów Świata”.

## Życiorys
W trakcie II wojny światowej przebywała wraz z mężem (Wacław Białowarczuk) w Tykocinie. Miasteczko zostało początkowo zajęte przez Armię Czerwoną i okupowane przez Związek Sowiecki. Białowarczuk była świadkiem współpracy miejscowych Żydów z okupantem. Po wkroczeniu Niemców doszło do pogromu ludności żydowskiej.
Wiosną 1944 r. zaopiekowała się wraz z małżonkiem, Wacławem, dziewczynką żydowską - Marysią Kaufman. Było to o tyle kłopotliwe, że samemu nie mając dzieci, musiało to wzbudzać podejrzenia Niemców. Matka Marysi została podczas łapanki zaaresztowana i wywieziona do Ravensbrück. Dzięki wsparciu małżeństwa, dziewczynka przeżyła wojnę, a po jej zakończeniu spotkała się z powrotem z matką, której udało się przetrwać okres uwięzienia w niemieckim obozie.
Pamiątki po Lucynie Białowarczuk i jej mężu są przechowywane w Muzeum w Tykocinie - Oddział Muzeum Podlaskiego w Białymstoku.  
1 października 1990 r. Instytut Jad Waszem uhonorował Wacława Białowarczuka medalem „Sprawiedliwy wśród Narodów Świata”.